# Katrín Jakobsdóttir
Katrín Jakobsdóttir (n. 1 februarie 1976, Reykjavík, Islanda) este o politiciană islandeză, care a deținut funcția de prim-ministru a Islandei⁠(d) din decembrie 2017 până în aprilie 2024 și a fost membră a Althing pentru circumscripția Reykjavík Nord între 2007 și 2024.
Absolventă a Universității din Islanda, ea a devenit vicepreședintă a Mișcării Stânga-Verde în 2003, iar din 2013 până la candidatura sa prezidențială din 2024 a ocupat funcția de președintă a partidului. Katrín a fost ministru al educației, științei și culturii, precum și a cooperării nordice, între 2 februarie 2009 și 23 mai 2013. A fost a doua femeie care a ocupat funcția de prim-ministru a Islandei, după ce Jóhanna Sigurðardóttir a condus guvernul între 2009 și 2013. La 19 februarie 2020, a fost numită președintă a Consiliului Liderelor Mondiale. În aprilie 2024, și-a încheiat mandatul de prim-ministru pentru a candida la alegerile prezidențiale din Islanda din 2024. A obținut locul al doilea, cu 25,1% din voturile exprimate.
Katrín este cunoscută drept una dintre cele mai populare personalități politice din istoria Islandei, 59% dintre respondenți desemnând-o drept cea mai demnă de încredere politiciană într-un sondaj realizat în 2015. Pe parcursul mandatului său de prim-ministru, a avut cele mai ridicate cote de aprobare pentru un prim-ministru în Islanda.

## Biografie
Katrín a absolvit Universitatea din Islanda în 1999, obținând o diplomă de licență cu specializarea în limba islandeză și o subspecializare în limba franceză.
Ulterior, a obținut titlul de master în arte în literatura islandeză, tot la Universitatea din Islanda, în anul 2004, cu o disertație dedicată operei scriitorului islandez de romane polițiste Arnaldur Indriðason.
Între 1999 și 2003, Katrín a lucrat cu jumătate de normă ca lingvist-consultant în cadrul agenției de știri a radioteleviziunii publice RÚV. În perioada următoare, a colaborat cu diverse instituții media audiovizuale și a scris pentru o varietate de publicații scrise între 2004 și 2006. De asemenea, a fost instructor în domeniul învățării pe tot parcursul vieții și al activităților recreative la Școala Mímir între 2004 și 2007. A desfășurat activități editoriale pentru editura Edda și revista JPV între 2005 și 2006 și a fost lector la Universitatea din Islanda, Universitatea Reykjavík și la Liceul Menntaskólinn í Reykjavík între 2006 și 2007.

## Carieră politică
Katrín a devenit vicepreședinte al Mișcării Stânga-Verde în anul 2003, iar în 2013 a fost aleasă președinte al partidului, funcție pe care a deținut-o până în 2024.
Este membră a Althing pentru circumscripția Reykjavík Nord începând din 2007.
Katrín a ocupat funcția de ministru al educației, științei și culturii, precum și a cooperării nordice, între 2 februarie 2009 și 23 mai 2013.

### Prim-ministru (2017–2024)
Înainte de a deveni prim-ministru, Katrín a fost președinta Mișcării Stânga-Verde. În urma alegerilor parlamentare islandeze din 2017, președintele Guðni Th. Jóhannesson i-a încredințat sarcina de a forma o coaliție de guvernare care să includă Mișcarea Stânga-Verde, Partidul Progresist, Alianța Social-Democrată și Partidul Piraților. Discuțiile oficiale între cele patru partide au început la 3 noiembrie 2017, însă nu au avut succes din cauza îngrijorărilor Partidului Progresist că majoritatea ar fi fost prea fragilă. Ca urmare, Katrín a urmărit formarea unei coaliții cu trei partide: Partidul Independenței, Partidul Progresist și Mișcarea Stânga-Verde. După finalizarea negocierilor, președintele Guðni i-a acordat oficial mandatul de a forma guvernul, care a fost instalat la 30 noiembrie.
Analiștii politici au remarcat faptul că guvernul condus de Katrín Jakobsdóttir a reușit să mențină stabilitatea printr-o coaliție formată din Mișcarea Stânga-Verde, Partidul Progresist și Partidul Independenței. Această stabilitate a fost atribuită unei abordări echilibrate, care a integrat perspective politice diverse, inclusiv un accent pe sprijinul regional și industriile de bază, precum și o atitudine prudentă față de integrarea europeană.
În calitate de prim-ministru, Katrín a implementat o serie de politici menite să îmbunătățească condițiile sociale. Acestea au inclus reformarea sistemului fiscal pentru a deveni mai progresiv, investiții în locuințe sociale, extinderea concediului parental și măsuri pentru reducerea inegalităților salariale între femei și bărbați. Pentru a menține stabilitatea coaliției, ea a acceptat și unele compromisuri [dubios – a se discuta], cum ar fi renunțarea la înființarea unui parc național în centrul țării.
Până în septembrie 2021, la aproape patru ani de la preluarea funcției, conducerea lui Katrín în timpul pandemiei de COVID-19 a fost apreciată pozitiv. Deși dimensiunea redusă a Islandei și izolarea sa geografică au contribuit probabil la un număr relativ scăzut de decese, măsurile proactive adoptate sub conducerea sa au fost considerate un factor important. Turismul a fost reintrodus treptat, deși ulterior s-a înregistrat o creștere a cazurilor de COVID-19.
În alegerile parlamentare din 2021, Mișcarea Stânga-Verde a pierdut trei dintre cele 11 locuri deținute anterior în Parlament, dar coaliția guvernamentală și-a păstrat majoritatea. Negocierile între partidele coaliției au început ulterior pentru reînnoirea acordului de guvernare. Sondajele efectuate după alegeri au arătat că o majoritate semnificativă a islandezilor susțineau continuarea lui Katrín în funcția de prim-ministru.
În octombrie 2023, Katrín a atras atenția internațională participând la o grevă împreună cu femei și persoane non-binare, solicitând egalitate salarială și măsuri împotriva violenței bazate pe gen. Aceasta a fost prima grevă de acest fel din Islanda de la cea din 1975.

### Demisie, campanie prezidențială (2024) și activitate internațională
La 9 aprilie 2024, Katrín a demisionat din funcțiile de prim-ministru și de președintă a Mișcării Stânga-Verde și a candidat la președinția Islandei. A obținut locul al doilea în urma Hallei Tómasdóttir, cu 25,1% din voturile exprimate. Katrín a declarat că nu intenționează să candideze din nou la președinție și că nu va reveni în politică. În prezent, ea activează ca emisar senior pentru Arctic Circle și este președinta Polar Dialogue, o inițiativă din cadrul organizației Arctic Circle. De asemenea, este președinta Comisiei Paneuropene pentru Climă și Sănătate, organizată de biroul regional al OMS pentru Europa.

## Poziții politice
Katrín se opune aderării Islandei la NATO, însă, ca parte a compromisului dintre Stânga-Verzi și partenerii lor de coaliție, guvernul nu intenționează să retragă țara din NATO și nici să organizeze un referendum privind apartenența la alianță. De asemenea, Katrín este împotriva aderării Islandei la Uniunea Europeană. Guvernul de coaliție nu a organizat un referendum privind reluarea negocierilor de aderare a Islandei la UE.

## Cooperare internațională

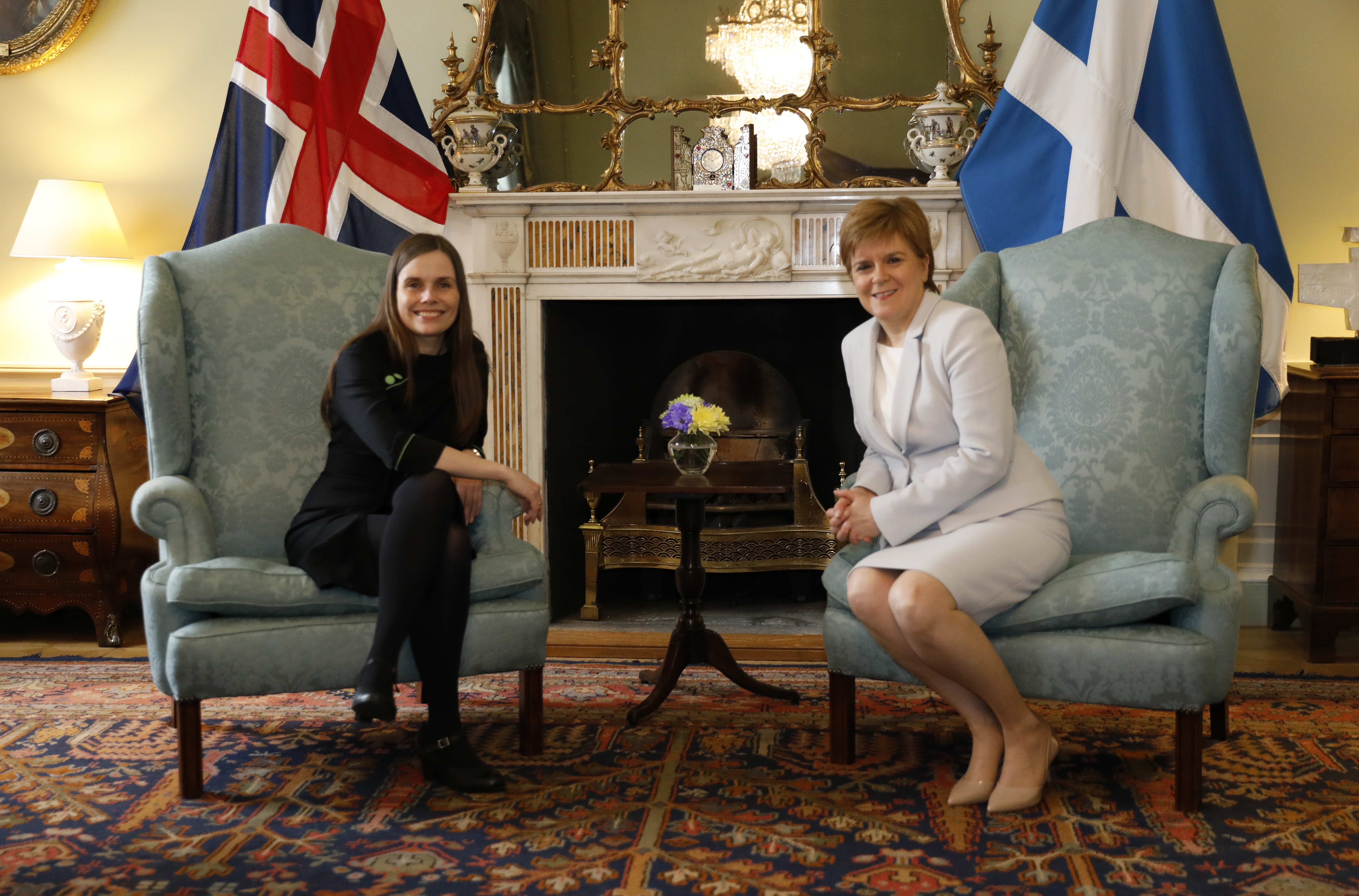
Întâlnire cu prim-ministrul Scoției, Nicola Sturgeon, la reședința Bute House din Edinburgh, 2019.

- Katrín a fost membră a următoarelor organizații și comitete internaționale[9]:
- Delegația islandeză la Adunarea Parlamentară a Consiliului Europei (din 2017)
- Delegația islandeză la comitetele parlamentare ale AELS și SEE (2014–2016)
- Comitetul parlamentar mixt UE–Islanda (vicepreședintă, 2014–2016)
- Delegația islandeză la Consiliul Nordic de Vest (2013–2014)

## Viață personală
Katrín este căsătorită cu Gunnar Sigvaldason și are trei fii, născuți în 2005, 2007 și 2011. Tatăl ei, Jakob Ármannsson, a fost educator și bancher, iar mama sa, Signý Thoroddsen, a fost psiholoag.
Provine dintr-o familie care a dat numeroase personalități proeminente în politica, mediul academic și literatura islandeză. Este sora mai mică a fraților gemeni Ármann Jakobsson și Sverrir Jakobsson, ambii profesori în științe umaniste la Universitatea din Islanda. Katrín este strănepoata politicianului și judecătorului Skúli Thoroddsen și a poetei Theodóra Thoroddsen. Bunicul ei matern a fost inginerul și deputatul Sigurður S. Thoroddsen. Poetul Dagur Sigurðarson este unchiul ei matern.
Romanul ei polițist de debut, Reykjavík: A Crime Story, scris în colaborare cu renumitul autor islandez Ragnar Jónasson, a fost publicat în octombrie 2022, iar traducerea în limba engleză a apărut în septembrie 2023.